# Panggak Darat
Panggak Darat is een bestuurslaag in het regentschap Lingga van de provincie Riau-archipel, Indonesië. Panggak Darat telt 531 inwoners (volkstelling 2010).